# Строєва Віра Павлівна
Строєва Віра Павлівна (1903, Київ — 1991, Москва) — українська режисерка, сценаристка. Заслужена діячка мистецтв Казахської РСР (1944). Народна артистка РРФСР (1973).

## З життєпису
Народилась у Києві в родині чиновника. Закінчила акторський відділ Київського музично-драматичного інституту ім. М. В. Лисенка (1922). Працювала у Центральному педагогічному театрі в Москві (1925—1928).
В 1928—1931 роках була режисером і сценаристом на Одеській і Київській кіностудіях художніх фільмів. Створила сценарії стрічок: «Дві жінки» (1927, у співавт. з С. Рошаль), «Людина з містечка» (1930, у співавт. з С. Рошаль), поставила кінокартини: «Право батьків» (1931), «Людина без футляра» (1931, співавт. сцен. С. Рошаль). Потім перейшла на «Мосфільм».
Нагороджена орденом «Знак Пошани».
Була членом Спілки кінематографістів Росії.
Похована в Москві на Кунцевському кладовищі, поруч з чоловіком.

### Сім'я
- Чоловік: Рошаль Григорій Львович — радянський режисер театру і кіно, сценарист, педагог.
- Дочка: Рошаль Маріанна Григорівна — режисер кіно.